# Foundation for Intelligent Physical Agents
La Fundació per a Agents Físics Intel·ligents (FIPA) és un organisme que desenvolupa i estableix estàndards de programari per a agents heterogenis i interactius, i sistemes basats en agents.
La FIPA es va fundar com a organització suïssa sense ànim de lucre el 1996 amb l'ambiciós objectiu de definir un conjunt complet d'estàndards tant per implementar sistemes dins dels quals els agents poguessin executar-se (plataformes d'agents) com per especificar com els agents mateixos s'han de comunicar i interoperar de manera estàndard.
Durant la seva vida, l'organització va formar part de diverses institucions acadèmiques i un gran nombre d'empreses, com ara Hewlett-Packard, IBM, BT (anteriorment British Telecom), Sun Microsystems, Fujitsu i moltes més. Es van proposar diversos estàndards, però, tot i que diverses plataformes d'agents van adoptar l'"estàndard FIPA" per a la comunicació amb agents, mai va aconseguir obtenir el suport comercial que es preveia originalment. L'organització suïssa es va dissoldre el 2005 i es va crear un comitè d'estàndards de l'IEEE en el seu lloc.
Els estàndards FIPA més àmpliament adoptats són les especificacions de gestió d'agents i llenguatge de comunicació d'agents (FIPA-ACL).
El nom FIPA és una mica inapropiat, ja que els "agents físics" amb què es relaciona el cos existeixen únicament en programari (i, per tant, no tenen cap aspecte físic).

## Sistemes que utilitzen els estàndards FIPA
- Plataforma Gamma. Vegeu la interfície FIPA
- Agafar. IA
- Jade
- Agents Jadex (Java)
- Java I ntelligent A gent componente (JIAC) (Java)
- La plataforma SPADE per a multiagents i organitzacions (Python)
- Agents intel·ligents JACK (Java)
- La plataforma d' agents April (AAP) i el llenguatge (April)[4] (Ja no es desenvolupa activament)
- Kit d'eines de construcció d'agents Zeus  (Ja no es desenvolupa activament)
- La plataforma d'agents Fipa-OS[5] (Ja no es desenvolupa activament)
- AgentService (C#) (última actualització: 2009)